# Беловоде
Беловоде представља значајно археолошко налазиште где се налазе остаци неолитског насеља из 5400. године пре нове ере, а нестало у пожару који су изазвали налети вандалских племена 1.500 година касније. Настало је за време винчанске цивилизације, два километра западно од Великог Лаола, на тромеђи са селима Крвије и Табановац.
Резултати лабораторијских испитивања, на институтима за археометалургију у Лондону и Оксфорду, показали су да је топљење метала, први пут у историји, почело управо на локалитету Беловоде, 5.400 године пре нове ере.
На Беловодама су, осим неколико фигурина, пронађени и делови стамбених објеката, што би могло да потврди претпоставку да се овде, на површини од око 100 хектара, налазило насеље са стотинак кућа и хиљаду житеља.
Локалитет је занимљив и по материјалу од ког су грађене куће за становање. Откривени остаци указују на то да су становници Беловода, осим обраде метала, били значајни и по откривању новог грађевинског материјала. Добијали су га мешањем фине глине и млевеног кречњака, а после печења, попримао је карактеристике данашњег бетона. 
Разноврстан и богат археолошки материјал се обрађује у Народном музеју у Београду и Завичајном музеју у Петровцу на Млави. Пронађени су ножићи од опседијана, вулканског стакла, кремена сечива попут стругача и ножића, камене секире, глачалице и длета, а од костију шила и спатуле. Посебно су интересантне антроморфне фигурине које представљају јединствену појаву у Винчанској култури. На дну сонде откривена је кружна јама, која осим Винчанске керамике, садржи и већу количину керамичких посуда Старчевачке културне групе која је претходник Винчанске културе на овим просторима.